# Plogøy
Plogøy (sinngemäß aus dem Norwegischen übersetzt Pflug-Insel), auch bekannt als Plog Island und Plough Island, ist eine 1,5 km lange Insel vor der Ingrid-Christensen-Küste des ostantarktischen Prinzessin-Elisabeth-Lands. In den Vestfoldbergen in der Prydz Bay liegt sie 800 m nördlich von Lake Island und ebensoweit westlich der Breidnes-Halbinsel.
Norwegische Kartographen, die sie auch deskriptiv nach ihrer Form benannten, kartierten sie anhand von Luftaufnahmen der Lars-Christensen-Expedition 1936/37.